# Хоакін Ларрівей
Хоакін Ларрівей (ісп. Joaquín Larrivey, нар. 20 серпня 1984, Гвалегвай) — аргентинський футболіст, нападник клубу «ДЖЕФ Юнайтед».

## Ігрова кар'єра
Народився 20 серпня 1984 року в місті Гвалегвай. Вихованець футбольної школи клубу «Уракан». Дорослу футбольну кар'єру розпочав 2004 року в основній команді того ж клубу, в якій провів три сезони, взявши участь у 94 матчах чемпіонату. Більшість часу, проведеного у складі «Уракана», був основним гравцем атакувальної ланки команди.
15 червня 2007 року підписав чотирирічний контракт з італійським «Кальярі», де з перервами грав до кінця 2012 року. Також за цей час встиг пограти на правах оренди на батьківщині за «Велес Сарсфілд» та «Колон», вигравши з першим Клаусуру 2009 року.
17 грудня 2012 року на правах вільного агента перейшов у мексиканське «Атланте», втім вже влітку повернувся до Європи і по сезону провів у іспанській Ла Лізі з клубами «Райо Вальєкано» та «Сельта Віго», будучи в обох командах основним бомбардиром команди.
19 липня 2015 року став гравцем еміратського «Баніяса», де провів півтора року, після чого у січні 2017 року перейшов у японський «ДЖЕФ Юнайтед». Станом на 18 травня 2018 року відіграв за команду з Тіби 50 матчів в національному чемпіонаті.

## Статистика виступів

### Статистика клубних виступів
| Сезон                    | Команда                  | Чемпіонат                | Чемпіонат | Чемпіонат | Національний кубок | Національний кубок | Національний кубок | Континентальні кубки | Континентальні кубки | Континентальні кубки | Інші змагання | Інші змагання | Інші змагання | Усього | Усього |
| Сезон                    | Команда                  | Ліга                     | Ігор      | Голів     | Ліга               | Ігор               | Голів              | Ліга                 | Ігор                 | Голів                | Ліга          | Ігор          | Голів         | Ігор   | Голів  |
| ------------------------ | ------------------------ | ------------------------ | --------- | --------- | ------------------ | ------------------ | ------------------ | -------------------- | -------------------- | -------------------- | ------------- | ------------- | ------------- | ------ | ------ |
| 2004–05                  | «Уракан»                 | ПБ (ІІ)                  | 16        | 3         | -                  | -                  | -                  | -                    | -                    | -                    | -             | -             | -             | 16     | 3      |
| 2005–06                  | «Уракан»                 | ПБ (ІІ)                  | 40        | 19        | -                  | -                  | -                  | -                    | -                    | -                    | -             | -             | -             | 40     | 19     |
| 2006–07                  | «Уракан»                 | ПБ (ІІ)                  | 38        | 17        | -                  | -                  | -                  | -                    | -                    | -                    | -             | -             | -             | 38     | 17     |
| Усього за «Уракан»       | Усього за «Уракан»       | Усього за «Уракан»       | 94        | 39        |                    | -                  | -                  |                      | -                    | -                    |               | -             | -             | 94     | 39     |
| 2007–08                  | «Кальярі»                | A                        | 27        | 1         | КІ                 | 2                  | 0                  | -                    | -                    | -                    | -             | -             | -             | 29     | 1      |
| 2008–09                  | «Кальярі»                | A                        | 12        | 1         | КІ                 | 1                  | 0                  |                      | -                    | -                    |               | -             | -             | 13     | 1      |
| 2008–09                  | «Велес Сарсфілд»         | ПД                       | 16        | 3         | -                  | -                  | -                  | -                    | -                    | -                    | -             | -             | -             | 16     | 3      |
| 2009–10                  | «Кальярі»                | A                        | 27        | 3         | КІ                 | 1                  | 0                  | -                    | -                    | -                    | -             | -             | -             | 28     | 3      |
| 2010–11                  | «Колон»                  | ПД                       | 20        | 4         | -                  | -                  | -                  | -                    | -                    | -                    | -             | -             | -             | 20     | 4      |
| 2011–12                  | «Кальярі»                | A                        | 27        | 7         | КІ                 | 1                  | 3                  | -                    | -                    | -                    | -             | -             | -             | 28     | 10     |
| 2012–13                  | «Кальярі»                | A                        | 3         | 0         | КІ                 | 1                  | 1                  | -                    | -                    | -                    | -             | -             | -             | 4      | 1      |
| Усього за «Кальярі»      | Усього за «Кальярі»      | Усього за «Кальярі»      | 96        | 12        |                    | 6                  | 4                  |                      | -                    | -                    |               | -             | -             | 102    | 16     |
| 2012–13                  | «Атланте»                | ПД                       | 14        | 2         | КМ                 | 1                  | 0                  | -                    | -                    | -                    | -             | -             | -             | 15     | 2      |
| 2013–14                  | «Райо Вальєкано»         | ПД                       | 35        | 12        | КІ                 | 2                  | 0                  | -                    | -                    | -                    | -             | -             | -             | 37     | 12     |
| 2014–15                  | «Сельта Віго»            | ПД                       | 35        | 11        | КІ                 | 1                  | 1                  | -                    | -                    | -                    | -             | -             | -             | 36     | 12     |
| 2015–16                  | «Баніяс»                 | ЧПЗ                      | 24        | 15        | КП                 | 4                  | 1                  | -                    | -                    | -                    | -             | -             | -             | 28     | 16     |
| 2016–17                  | «Баніяс»                 | ЧПЗ                      | 13        | 3         | КП                 | 5                  | 4                  | -                    | -                    | -                    | -             | -             | -             | 18     | 7      |
| Усього за «Баніяс»       | Усього за «Баніяс»       | Усього за «Баніяс»       | 37        | 18        |                    | 9                  | 5                  |                      | -                    | -                    |               | -             | -             | 46     | 23     |
| 2017                     | «ДЖЕФ Юнайтед»           | J2 (ІІ)                  | 38+1      | 19+2      | КІ                 | 2                  | 0                  | -                    | -                    | -                    | -             | -             | -             | 41     | 21     |
| 2018                     | «ДЖЕФ Юнайтед»           | J2 (ІІ)                  | 12        | 3         | КІ                 | 0                  | 0                  | -                    | -                    | -                    | -             | -             | -             | 12     | 3      |
| Усього за «ДЖЕФ Юнайтед» | Усього за «ДЖЕФ Юнайтед» | Усього за «ДЖЕФ Юнайтед» | 50+1      | 22+2      |                    | 2                  | 0                  |                      | -                    | -                    |               | -             | -             | 53     | 24     |
| Усього за кар'єру        | Усього за кар'єру        | Усього за кар'єру        | 398       | 125       |                    | 21                 | 10                 |                      | -                    | -                    |               | -             | -             | 419    | 135    |

## Титули і досягнення
- Чемпіон Аргентини (1):

«Велес Сарсфілд»: Клаусура 2009